# Kľak (geomorfologická část)
Kľak je geomorfologická část Lůčanské Fatry .

## Vymezení
Nachází se v nejjižnější části Malé Fatry a z velké části ji tvoří rozsáhlý masiv dominantního Kľaku. Zejména jižní částí vytváří klín mezi Strážovských vrchy a pohořím Žiar. Na severu sousedí na krátkém úseku s Rajeckou dolinou (podcelek Žilinské kotliny), na severovýchodě navazují Kýčery a na východě se nachází Vrícká kotlina a podcelky Žiaru Sokol a Vyšehrad. Na jihu se s Kľak setkává Prievidzskou kotlinou (podcelek Hornonitrianské kotliny ) a západním směrem se táhnou Strážovské vrchy s částmi Javorinka a Strážov . 

## Ochrana území
Na říčce Vríca se nachází národní přírodní památka Kľacký vodopád, plošně nesrovnatelně větší je však národní přírodní rezervace Kľak.  Ta pokrývá více než 85 ha vrcholové části Kľaku s cennými skalními a lesními rostlinnými společenstvími s výskytem subalpínské elementů.

## Vybrané vrchy
- Kľak (1352 m n. m.) - nejvyšší vrch části
- Ostrá skala (1220 m n. m.)
- Reváň (1205 m n. m.)
- Bukovec /1148 m n. m.)
- Košiarka (1107 m n. m.)

## Významné sedla
- Fačkovské sedlo (802 m n. m.)
- Vrícké sedlo (950 m n. m.)